# Michaela Müller (Filmemacherin)
Michaela Müller (geboren 1972 in St. Gallen, Schweiz) ist eine mehrfach mit dem Schweizer Filmpreis ausgezeichnete Schweizer Animationsfilmerin und Künstlerin, die in Reute AR, Zagreb und New York lebt.

## Werdegang
Sie erwarb 1998 ein Diplom als Zeichen- und Werklehrerin an der HSLU (Hochschule Luzern) 2009 bekam sie an der Academy of Fine Arts in Zagreb den Master in Animation und Neue Medien, wo sie mit dem Film «Miramare» abschließt.

## Werk, Arbeitsweise und Auszeichnungen
Sie interessiert sich dafür, Kunstformen und Medien zu kombinieren, untersucht die Zusammenhänge zwischen Malerei, Performance, Sound und Film und realisiert animierte Kurzfilme und Installationen im Film Theater oder Opernkontext. Mittels Choreografie und Rhythmus forscht sie an den Grenzen des Animationsfilms und thematisiert medial und visuell transitorische Räume, beispielsweise zwischen Touristen, Immigranten, Passanten und Passagieren.
Sie stellte für eine Weile die Props für das Luzerner Theater her und machte Animationen für die New Belgrade Opera. 2012 hat Michaela Müller zusammen mit der Tänzerin Zrinka Šimičić Mihanović und dem Sound Artist Fa Ventilato die multimediale Performance «Trag/Trace/Spur» am Museum für zeitgenössische Kunst in Zagreb ins Leben gerufen.
Bei ihren Animationsfilmen malt sie den ganzen Film Bild für Bild auf eine beleuchtete Glasplatte, nimmt jedes Einzelbild digital auf und animiert dieses dann wieder. Der Animationsfilm «Miramare», für den sie über fünftausend Bilder in dieser Technik animierte, wurde an den Internationalen Filmfestspielen von Cannes 2010 zum ersten Mal gezeigt. Der Film war an über 100 Festivals zu sehen und gewann achtzehn Auszeichnungen. Darunter den Grand Prix of Animateka International des Animation Festivals Ljubljana, den Golden Centaur for Best Debut Film am Message to Man Film Festival in St. Petersburg und den Schweizer Filmpreis Quartz.
Ihr zweiter, zehnminütiger Animationsfilm «Airport» feierte seine Schweizer Premiere am Locarno Festival. Er lief unter anderem am Toronto International Film Festival, dem Festival d Animation Annecy, bei den Solothurner Filmtagen und bei Fantoche in Baden. Der Film erhielt unter anderem Auszeichnungen am Chicago International Film Festival 2017, den Schweizer Filmpreis für Beste Animation 2018, Best Sound am Ottawa International Animation Festival.

## Filmografie

### Direktorin
2020: Real Human Being
2017: Airport
2009: Miramare

### Autorin
2020: Real Human Being by Anna Samo, Michaela Müller
2017: Airport by Michaela Müller

### Cinematographie
2017: Airport by Michaela Müller

### Animation
2020: Real Human Being by Anna Samo, Michaela Müller
2017: Airport by Michaela Müller

### Figuren
2017: Airport by Michaela Müller